# Bobby Abreu
Pour les articles homonymes, voir Abreu.
Bob Kelly Abreu dit Bobby Abreu, né le 11 mars 1974 à Turmero, est un joueur vénézuélien de baseball évoluant en Ligue majeure de baseball de 1996 à 2014.
Abreu a participé au match des étoiles en 2004 et 2005, remporté un Bâton d'argent en 2004 et un Gant doré à sa position de voltigeur en 2005. Il compte 2 470 coups sûrs, dont 574 doubles et 288 circuits, et 400 buts volés en 18 ans de carrière.

## Carrière

### Professionnelle
Bobby Abreu est recruté le 21 août 1990 par les Astros de Houston. Après six années passées dans les clubs-écoles de l'organisation des Astros, il fait ses débuts en Ligue majeure le 1er septembre 1996.
Transféré chez les Devil Rays de Tampa Bay à l'occasion de la draft d'expansion (18 novembre 1997), il est immédiatement échangé contre Kevin Stocker et se retrouve chez les Phillies de Philadelphie.
Abreu a participé au match des étoiles en 2004 et 2005, remporté un Bâton d'argent en 2004 et un Gant doré à sa position de voltigeur en 2005.
Bobby Abreu est transféré chez les Yankees de New York le 30 juillet 2006 à l'occasion d'un échange impliquant plusieurs joueurs.
Abreu devient agent libre après la saison 2008 marquant la sixième et dernière année de son contrat de 76 millions de dollars signé en 2002 avec les Phillies et repris par les Yankees. Le club du Bronx a même activé son option à 16 millions pour la saison 2008.
Il rejoint les Angels de Los Angeles d'Anaheim le 12 février 2009 en s'engageant pour une saison contre 5 millions de dollars. Le 5 novembre 2009, il signe une nouvelle entente de 2 ans pour 19 millions de dollars avec les Angels.
Après huit matchs joués pour les Angels en 2012, Abreu est libéré par le club le 27 avril. Le 4 mai, il se joint aux Dodgers de Los Angeles.
Absent du jeu en 2013, il signe en janvier 2014 un contrat des ligues mineures avec son ancien club, les Phillies de Philadelphie, dans l'espoir d'un retour au niveau majeur à l'âge de 40 ans. Il est retranché par le club et libéré de son contrat le 27 mars 2014, à quelques jours du début de la nouvelle saison.
Le 31 mars 2014, Bobby Abreu signe un contrat avec les Mets de New York pour évoluer en ligue mineure avec les 51s de Las Vegas. Le 21 avril 2014, il est promu en Ligue majeure en remplacement d'Andrew Brown qui est envoyé à Las Vegas.
Abreu frappe pour ,248 avec un circuit et 14 points produits en 78 matchs des Mets en 2014, puis annonce sa retraite dans les derniers jours de la saison. Au moment de quitter les terrains, le joueur de 40 ans était le meneur du baseball majeur parmi les athlètes en activité au chapitre des doubles et des buts-sur-balles. Il réussit un coup sûr face aux Astros de Houston à son dernier passage au bâton le 28 septembre 2014.
En 18 saisons dans les majeures, Bobby Abreu a réussi 2 470 coups sûrs, dont 574 doubles, 59 triples et 288 circuits. Sa moyenne au bâton en carrière s'élève à ,291, sa moyenne de présence sur les buts à ,395 et sa moyenne de puissance à 475. Il compte 400 buts volés en 528 tentatives, 1 453 points marqués et 1 363 points produits.

### Équipe du Venezuela
Avec l'équipe du Venezuela, il prend part aux deux premières éditions de la Classique mondiale de baseball (2006 et 2009).